# Časová měna
Časová měna je jedna z doplňkových měn k celostátní (národní) měně, která:
- má menší a omezenější (co do území, sféry vlivu, …) platnost a působnost než národní měna – může být definována jen na určitém území nebo v rámci jedné společnosti
- je navržena pro řešení konkrétního úkolu (ne tak univerzálního jako národní měna)
- spojuje nabídku s poptávkou tehdy, tam a tak, jak to národní měna často není schopna dokázat

## Země, kde se používají časové měny
- Bali – o této zemi lze říct, že má tradičně duální měnový systém, tj. existují vedle sebe peníze nuceného oběhu i časová měna. Mají rovnocenné postavení. Zdroj: B. Lietaer, Budoucnost peněz
- Dominikánská republika
- Chile
- Itálie
- Izrael
- Japonsko – časová měna se ukázala jako určité řešení patové situace, kdy důchodců na jedné straně přibývá, stát je zadlužený a na druhé straně mnozí lidé nebyli svými nedůslednými zaměstnavateli papírově zavedeni do „důchodového systému“ a nebylo možné dohledat jejich záznamy.
- Jižní Korea
- Kanada [1]
- Nový Zéland[2]
- Portugalsko
- Spojené státy americké – portál Timebanks.org shromažďuje informace o desítkách existujících sítí, komunit využívajících časovou měnu
- Španělsko[3]
- Taiwan
- Velká Británie – v roce 2005 zde vznikl Institut pro výzkum časové měny.[4]